# تدفق مغناطيسي

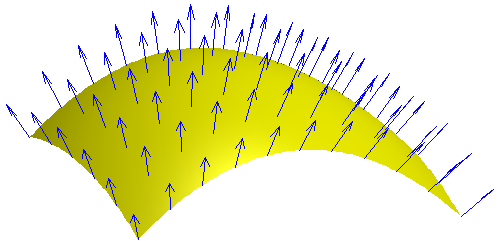

التدفق المغناطيسي أو الفيض المغناطيسي {\displaystyle \Phi } الذي يعبر سطح {\displaystyle {\vec {S}}} هو كثافة الخطوط المغناطيسية {\displaystyle {\vec {B}}} والتي تعبر السطح {\displaystyle {\vec {S}}} ويعبر عنه بالجداء السلمي لمتجه كثافة الفيض المغناطيسي {\displaystyle {\vec {B}}} ومتجه السطح {\displaystyle {\vec {S}}}
{\displaystyle \Phi ={\vec {B}}.{\vec {S}}=\left|B\right|\left|S\right|cos(\alpha )}
وحده التدفق المغناطيسي هي الفيبر أو الويبر تكريما للفيزيائي الألماني فلهيلم إدوارد فيبر (1804-1891).
التدفق المغناطيسي قياسٌ للمغناطيسية مع أخذ قوة وشدة الحقل المغناطيسي بالحسبان.